# Vallitalea
Vallitalea ist eine Gattung von Bakterien. Arten wurden in hydrothermalen Tiefseebecken gefunden.

## Merkmale
Die Arten der Gattung Vallitalea leben unter striktem Ausschluss von Sauerstoff, d. h. sie sind streng anaerob. Der Stoffwechsel basiert auf die Fermentation, auch bekannt als Gärung.
Die Zellen sind stäbchenförmig und treten entweder einzeln oder paarig auf. Einige Arten sind durch Flagellen beweglich. Einige bilden Sporen. Die Arten sind mesophil, sie bevorzugen mäßige Temperaturen und pH-Bereiche.
Sie nutzen verschiedene Zucker für das Wachstum, bei den Arten V. guaymasensis, V. okinawensis und V. okinawensis zählen hierzu Cellobiose, Glucose (Traubenzucker) und Mannose.
Die Gram-Färbung fällt je nach Art unterschiedlich aus.
Es folgt eine Tabelle mit einigen Merkmalen:
|                                 | V. guaymasensis | V. pronyensis | V. okinawensis | V. longa  |
| ------------------------------- | --------------- | ------------- | -------------- | --------- |
| Zellform                        | Stäbchen        | Stäbchen      | Stäbchen       | Stäbchen  |
| Beweglich                       | nein            | ja            | nein           | ja        |
| tolerierte Temperatur           | 20–40           | 15–55         | 20–35          | 15–40     |
| optimale Temperatur             | 30–35           | 30            | 30             | 30–35     |
| tolerierte NaCl-Konzentrationen | 0,5–7,5         | 0,5–6,0       | 0,5–5,0        | 0,2–5,0 % |
| optimale NaCl-Konzentrationen   | 2–3             | 2,5–3,0       | 2,5–3,0        | 1,5–2,5   |
| tolerierte pH-Werte             | 6,0–8,0         | 5,8–8,9       | 6,0–8,5        | 5,5–8,5   |
| optimale pH-Werte               | 6.5–7.5         | 7.7           | 7.5            | 7         |
| Sporenbildung                   | nein            | ja            | nein           | nein      |

## Systematik
Die Gattung Vallitalea wurde von Raja Lakhal und Mitarbeitern 2013 mit der Art V. guaymasensis aufgestellt. Sie zählt zu der Familie Vallitaleaceae, welche der Ordnung Eubacteriales zugestellt wird. Diese Ordnung wird zu dem Phylum Bacillota gestellt (die Bacillota wurden früher als Firmicutes bezeichnet). Zu den Vallitaleaceae zählt auch die Gattung Petrocella. Zu den nächstverwandten, beschriebenen Arten zählen Natranaerovirga pectinivora und Natranaerovirga hydrolytica, die obligat alkaliphile (auf alkalische Umgebunden angewiesen), fermentative Bakterien sind und aus Sodaböden isoliert wurden. Weiter entfernt verwandt ist Defluviitalea saccharophila, ein thermophiles („hitzeliebendes“) Bakterium, das aus einem anaeroben Aufstromfilter zur Behandlung von Schlachthofabwässern in Tunesien isoliert wurde. Diese Gattung gehört zur Familie Defluviitaleaceae.

## Ökologie
Die Arten kommen in der Tiefsee vor. Vallitalea guaymasensis wurde aus Sedimenten des Guaymas-Beckens isoliert, Vallitalea okinawensis aus Sedimenten des Okinawa-Grabens im Ostchinesischem Meer. Vallitalea pronyensis wurde aus einem flachen submarinen Hydrothermalfeld in der Prony-Bucht im Süden von Neukaledonien isoliert. Ein weiterer Stamm von V. guaymasensis, der zunächst Abyssivirga alkaniphila genannt wurde, stammt aus einem „Black Smoker“-Biofilm im Hydrothermalschlotfeld Lokis Schloss zwischen Grönland und Norwegen.